# 肖恩·理查德
肖恩·理查德（英語：Dulake Sean Richard，1984年6月9日—），英韓混血韓國男演員。

## 经历
肖恩·理查德在美國出生，父親是英國人、母親是韓國人，表兄是韓國知名演員李炳憲。2008年來到韓國，2009年通過試鏡獲得SBS大企劃《濟眾院》中的西醫角色並以此出道。

## 演出作品

### 電視劇
- 2010年：SBS《濟眾院》飾演 醫療傳教士艾倫
- 2010年：SBS《雅典娜：戰爭女神》飾演 Andy
- 2012年：SBS《拜託了，機長》飾演 James
- 2012年：MBC《神的晚餐》飾演 丹尼爾

### 網路劇
- 2016年：Netflix《韓劇世界（英语：Dramaworld）》飾演 Joon Park
- 2016年：Viki《韓劇世界2（英语：Dramaworld）》飾演 Joon Park
- 2024年：Disney+《支配物种》饰演 基尔（特别出演）
- 待定：Prime Video《Butterfly》饰演 Hollis[2]

### 電影
- 2016年：《仁川登陸戰》

## 外部連結
- 官方网站
- 肖恩·理查德的Instagram帳戶
- 肖恩·理查德的X（前Twitter）
- 肖恩·理查德在NAVER上的资料
- 肖恩·理查德在互联网电影资料库（IMDb）上的資料（英文）